# Angustia (Betanzos)
Angustia (en gallego y oficialmente, As Angustias) es una aldea española situada en la parroquia de Viñas, del municipio de Betanzos, en la provincia de La Coruña, Galicia.

## Demografía
| Gráfica de evolución demográfica de Angustia entre 2000 y 2018 |
|                                                                |
| Datos según el nomenclátor publicado por el INE.               |